# Boeing Cargo Air Vehicle
Dimensions
Boeing Cargo Air Vehicle (CAV, en français : Véhicule aérien cargo) est un hexacoptère électrique à décollage et atterrissage vertical de fret. Il est développé par Boeing NeXt, une division du constructeur aérospatial américain Boeing. Il est financé grâce à un investissement de Boeing HorizonX Ventures.

## Développement
Le Boeing Cargo Air Vehicle est un véhicule cargo aérien entièrement électrique et sans pilote. Initialement télécommandé, le développement a ensuite évolué vers un vol autonome. Les premiers essais en vol ont eu lieu en 2017. Le CAV est destiné à la recherche sur les technologies d'autonomie pour les futurs véhicules aérospatiaux. Il est testé à la soufflerie de Boeing à Ridley Park. Il est prévu d'utiliser un LIDAR afin de voir 10 milles plus loin. Il a été testé en intérieur en 2018 avant les vols à l'air libre en 2019. Le Boeing CAV offre de nouvelles possibilités pour le transport de marchandises de grande valeur et sensibles au facteur temps, ainsi que pour la réalisation de missions autonomes dans des environnements éloignés ou dangereux.

## Conception
Le CAV a été conçu et construit par 50 ingénieurs en moins de trois mois.